# Торвайн
Торва̀йн (на уелски: Torfaen), звуков файл и буквени символи за произношението ) е административна единица в Уелс, със статут на графство-район (на английски: county borough). Създадена е със Закона за местното управление през 1994 г.
Областта е в Южен Уелс. Граничи с Нюпорт на юг, Мънмътшър на изток, Блайнай Гуент и Карфили на запад. Намира се на територията на историческото графство Мънмътшър. Главен град е Понтъпул.

## Градове
- Аберсъхан
- Блайнавон
- Кумбран
- Понтъпул